# Milan Nedić
Milan Nedić, in Serbo Милан Недић (Grocka, 2 settembre 1878 – Belgrado, 4 febbraio 1946), è stato un generale e politico serbo, presidente dello Stato Serbo durante la seconda guerra mondiale.
Milan Nedić collaborò con i Nazisti ed evitò a tutti i costi un colpo di stato nella Serbia occupata.

## Biografia
Nedić nacque a Grocka in Serbia. Era un ufficiale dell'esercito serbo durante la prima guerra mondiale. Dopo la guerra, divenne Ministro dell'Esercito e della Flotta nel Regno di Jugoslavia. A causa dell'aperto sostegno che dava alla Germania di Hitler, venne licenziato il 6 novembre 1940 dal reggente Paolo. Il 28 aprile 1941, il governo jugoslavo lo dichiarò responsabile della disfatta delle difese jugoslave in Macedonia durante l'invasione dell'Asse.
Il comandante della Wehrmacht Heinrich Danckelmann decise di affidare a Nedić l'amministrazione della Serbia occupata, e Nedić divenne così primo ministro di un governo fantoccio. Il 1º settembre 1941, Nedić fece un discorso a Radio Belgrado dove dichiarò gli intenti della sua amministrazione, il "Governo di salvezza nazionale", per "salvare il nucleo del popolo serbo" accettando l'occupazione e lavorando con i tedeschi. Parlò inoltre contro l'organizzazione della resistenza contro le forze occupanti. Insieme con Dimitrije Ljotić, Nedić tentò di pacificare la Serbia e di espellere le forze comuniste e cetniche, che non erano d'accordo a collaborare con i tedeschi.
Durante la guerra, secondo gli studi degli statistici Kočović e Žerjavić, circa 167.000 persone morirono in Serbia di cause relative alla guerra: 67.000 combattenti della resistenza, 70.000 persone nei campi di concentramento, e 69.000 collaboratori. Nedić fu inflessibile nello sterminio degli ebrei (20.000) e dei rom, e così nell'agosto 1942 la Serbia fu dichiarata Judenfrei, cioè libera dagli ebrei, meritandosi la Croce di Ferro, onorificenza che veniva data direttamente da Adolf Hitler. Secondo Nikola Živković, durante l'amministrazione Nedić, 6,478 biblioteche, 1.670 scuole, 30 licei, 19 musei, 7 teatri, 52 chiese e monasteri ortodossi, 216 moschee, 63 sinagoghe e oltre 60 istituti d'istruzione mista vennero distrutti o saccheggiati. Il governo serbo sotto Nedić accettò anche molti rifugiati di discendenza serba dai territori controllati da regimi collaborazionisti (odierne Croazia e Bosnia e Ungheria).
Il 4 ottobre 1944 il suo governo venne rovesciato dai partigiani titoisti e due giorni dopo Nedić andò in esilio a Kitzbühel, cittadina austriaca all'epoca soggetta al Terzo Reich, dove rimase fino all'aprile 1945, quando venne catturato dalle forze armate britanniche. Consegnato agli jugoslavi il 1º gennaio 1946, venne incarcerato a Belgrado in attesa di subire un processo per alto tradimento, collaborazionismo, crimini di guerra e contro l'umanità. Dai documenti ufficiali risulta che il 4 febbraio dello stesso anno si suicidò, gettandosi dalla finestra della sua cella.